# ウラジーミル・モオロ
ウラジーミル・G.モオロ（ムーア、Владимир Григорьевич Мооро、1855年 - 没年不詳）は、ロシア帝国の軍事技術者、建築家。工兵将校として教育を受け軍人技術者の道を歩んだが、沿海州（プリモーリエ）およびハバロフスクの最初の建築家としても知られる。ハバロフスク市地域名誉市民、技術少将。父親も軍人。

## 略歴
1873年、IUニコラス卒業。1885年、中佐。1889年、大佐。1913年、サンクトペテルブルクに異動し、少将。1914年、除隊。おもにアムール総督の軍事エンジニアビル部局に所属した。
アサンプション大聖堂、士官候補生隊宿舎などを手がけ、その他、サンクトペテルブルクの市内の形状を決定し、建物建設で街並みを代わりに、コントロールバインドした。 
特に重要な建築作品として、ハバロフスククラブ（現在の極東美術館、国重要モニュメント、1887年）、セントイノケンチア教会（シベリアと極東の護聖人イルクーツク・セントイノセント、最初の名誉司教、1896年、1990年に再建）、艦隊司令官の家（Материал из Википедии свободной энциклопедии、ロシア・ウラジオストク、国重要モニュメント、1889年-1891年）があげられる。